# 本多灯
本多 灯（ほんだ ともる、2001年12月31日 - ）は、日本の男子競泳選手。専門種目はバタフライ・個人メドレー。神奈川県横浜市出身。2020年東京オリンピック競泳男子200mバタフライ銀メダリスト、男子200mバタフライ（短水路）世界記録保持者。パリオリンピック日本代表。身長173センチメートル。

## 経歴
横浜市立二つ橋小学校、鶴見大学附属中学校、日本大学藤沢高校を経て、日本大学スポーツ科学部卒業。
幼稚園の頃、兄がきっかけで水泳を始めた。中学時代からアリーナつきみ野スイミングスクールで萱原茂樹より指導を受ける。
2017年第72回国民体育大会の少年男子B 400m自由形で優勝。
2018年ジュニアパンパシフィック選手権では男子200mバタフライに出場し銅メダルを、男子4×100mメドレーリレーに柳川大樹・深沢大和・石崎慶祐と共に出場し銀メダルを獲得した。
2019年全国JOCジュニアオリンピックカップ春季水泳競技大会の200mバタフライで1分54秒41の記録で優勝。第74回国民体育大会少年男子200mバタフライで1分56秒70の記録で優勝。2019年世界ジュニア水泳選手権の200mバタフライで銀メダルを獲得した。
2020年日本学生選手権水泳競技大会男子400m個人メドレーで優勝。日本選手権の200mバタフライで初めて優勝を果たす。
2021年2月、ジャパンオープン男子200mバタフライに出場し、1分55秒32の記録で優勝。2021年日本選手権兼東京オリンピック選考会では200mバタフライで派遣標準記録（1分56秒25）を突破する1分54秒88で優勝し、オリンピック日本代表に選出された。
2021年の東京オリンピック競泳男子200mバタフライでは、準決勝で1分55秒31のタイムで全体8位となり、紙一重で決勝に進出。決勝は一般的に不利とされる8レーンで挑むことになるも、前半100mで4番手だった順位から終盤で追い上げを見せ、2着でゴールし、銀メダルを獲得した。金メダルを獲得したクリストフ・ミラーク（ハンガリー）には2秒48の大差をつけられるも、自己ベストを0秒50更新する1分53秒73のタイムを記録した。
2021年10月、日本学生選手権水泳競技大会の男子200mバタフライに出場し1分54秒45の記録で優勝。
2022年3月、競泳国際大会日本代表選手選考会の男子400m個人メドレーに出場し自己ベスト更新の4分13秒20で優勝、200mバタフライでは2位に1秒以上の差をつけ優勝。4月、第98回日本選手権水泳競技大会の200mバタフライに出場し1分54秒72で優勝。6月、2022年世界水泳選手権に出場、男子400m個人メドレーは7位だったものの、男子200mバタフライで1分53秒61のタイムで銅メダルを獲得した。10月、日本短水路選手権の男子200mバタフライにおいて、1分46秒85の世界新記録を達成し優勝した。11月、2022年度「神奈川スポーツ賞」を受賞。12月、ジャパンオープン男子200mバタフライに出場し、1分52秒70のタイムで優勝。2022年世界短水路選手権は出場を見送り強化を優先した。
2023年4月、世界選手権日本代表選考会を兼ねた第99回日本選手権水泳競技大会に出場、男子200mバタフライで1分53秒34の記録で4連覇を達成し、日本代表に内定。5月、欧州グランプリに出場、13日（フランス・カネ）の100mバタフライで52秒14の記録で優勝、20日（モナコ）の200mバタフライで大会新記録の1分54秒22で優勝した。7月、2023年世界水泳選手権では男子400m個人メドレーは予選敗退であったものの、男子200mバタフライで1分53秒66のタイムで銅メダルを獲得した。10月、アジア競技大会に出場、個人競技では男子400m個人メドレーで優勝、男子200mバタフライで1分53秒15の大会新記録で優勝した。団体競技では男子4×200mリレーに眞野秀成・松元克央・田中大寛と共に出場、銅メダルを獲得した。
2024年世界水泳選手権の200mバタフライで1分53秒88を記録し、金メダルを獲得した。日本の男子がバタフライで金メダルを獲得するのはオリンピック・世界水泳選手権通じて初、日本全体では2015年世界水泳選手権の200mバタフライで優勝した星奈津美以来9年ぶり。
2024年パリオリンピック競泳の男子200メートルバタフライでは、予選2組で1分57秒30でフィニッシュし、この組の8位、全体で22位となり予選敗退となった。

## 人物
泳いだ後に筋肉を強調した「マッスルポーズ」を見せるパフォーマンスを行い、大会を通じて本多の代名詞となっている。
「灯」（ともる）という名前は「周りを明るく照らす存在になってほしい」という願いが込められている。本多自身も「名前からして結構明るい性格だと思ってる」と語る。